# Lucrezia romana (Parmigianino)
La Lucrezia romana è un dipinto a olio su tavola (68x52 cm) del Parmigianino, databile al 1540 e conservato nel Museo nazionale di Capodimonte a Napoli. Tradizionalmente è indicato come l'ultimo lavoro dell'artista prima di morire, a trentasette anni.

## Storia
La menzione di Vasari, che ricordò come ultima opera dell'artista "un quadro di una Lucrezia romana: che fu cosa divina e delle migliori che mai fusse veduta di sua mano" è oggi in genere accettata come veritiera e legata al dipinto oggi a Napoli, proveniente dalle collezioni Farnese e che all'epoca dello storico aretino si credeva perduta: "è stato trafugato, che non si sa dove sia".
Una Lucrezia è ricordata nell'inventario dei dipinti del principe Ranuccio I Farnese della fine del Cinquecento, ma nella descrizione del palazzo ducale del Barri (1670) di Lucrezie di mano del Parmigianino se ne citano addirittura due, una nella Camera dell'Udienza e una nella Camera degli Amoretti. La seconda Lucrezia, oggi ignota, doveva essere a figura intera, come testimoniano un'incisione di Enea Vico con l'iscrizione "F. V./FRAN. PAR/INVENTOR" e un disegno con varianti attribuito al Parmigianino (National Gallery di Washington, b-25, 839), e doveva essere stata dipinta per Giovanni Antonio da Vezzani, come ricordò il Da Erba nel 1572.
Già in condizioni di conservazione compromesse, il dipinto napoletano ha subito in passato numerose oscillazioni attributive, ormai fugate dopo il restauro. Fu assegnato a Pellegrino Tibaldi da Bodmer (1939), a Girolamo Mazzola Bedoli da Frizzoni (1884), Ricci (1894), Testi (1908), De Rinaldis (1911), Freedberg (1950), Fagiolo dell'Arco (1970) e Mildstein (1978). Avevano invece sostenuto l'autografia al Parmigianino Arturo Quintavalle (1948), Carlo Briganti (1945), Ferdinando Bologna (1946), Roberto Longhi (1958), la Ghidiglia Quintavalle (1971) e Leone de Castris (1994), a cui si aggiunse Di Giampaolo a restauro ultimato (1997).
La freddezza eburnea dell'incarnato e l'astratta eleganza del profilo, col labbro superiore leggermente sporgente, dimostrano una qualità altissima che non venne mai raggiunta dal Bedoli; inoltre un disegno preparatorio per la spilla con il cammeo e la Diana (Galleria nazionale di Parma, inv. 510/19) di sicura mano del Parmigianino è considerato ormai elemento probante per l'attribuzione.
La conferma della datazione tarda si basa sui raffronti stilistici con le Tre vergini sagge e tre vergini stolte della Madonna della Steccata a Parma. Numerose sono le copie antiche del dipinto: una nella collezione Doblyn a Dublino, una in Ungheria, una passata sul mercato antiquario nel 1986 (Sotheby's, 10.10.1896 n. 25), una nei depositi degli Uffizi.

## Descrizione e stile
Lucrezia romana è ritratta a mezza figura col busto di tre quarti verso sinistra e la testa di profilo, alzata al cielo durante l'estremo gesto. Essa infatti, con un seno scoperto dalla candida tunica retta da una fascia dorata a tracolla e dal cameo con Diana (simbolo di castità), ha infatti affondato il pugnale nelle sue carni, per dimenticare con la morte l'onta subita e la vergogna per la violenza che le era stata fatta.
Purissimo è il profilo della fanciulla, di reminiscenza classica, con carni compatte e traslucide come di porcellana, venate da realistici effetti visivi, come l'arrossamento del mento, della guancia e dell'orecchio. Estremamente raffinata è l'acconciatura, con trecce arrotolate sulla nuca, decorata da nastri, fili dorati e collane di perle, di diversa sfumatura cromatica.
Come in altri pittori dell'epoca, al gesto di Lucrezia, per quanto sia salda la mano che tiene l'ornato pugnale, non corrisponde alcuna sensazione drammatica di dolore, ma essa va incontro al suo destino con una calma rituale, come se fosse un'attrice che impersona una parte. Ciò rende l'immagine più astratta e sublime, attenuandone anche le evidenti componenti erotiche.